# 헬싱외르시

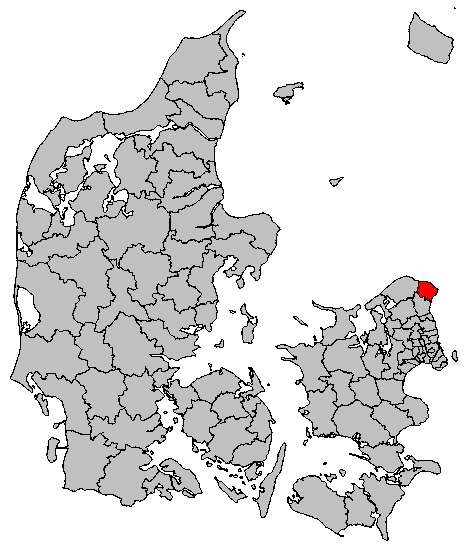
헬싱외르시의 위치

헬싱외르시(덴마크어: Helsingør Kommune)는 덴마크 수도 지역에 위치한 지방 자치체로 행정 중심지는 헬싱외르이며 면적은 122km2, 인구는 61,538명(2014년 4월 1일 기준)이다. 셸란섬 북동부 연안에 위치하며 동쪽으로는 외레순 해협, 북쪽으로는 카테가트 해협과 접한다.